# Маріус Марін
Маріус Міхай Марін (рум. Marius Mihai Marin, нар. 30 серпня 1998, Тімішоара, Румунія) — румунський футболіст, центральний півзахисник італійського клубу «Піза» та національної збірної Румунії.

## Ігрова кар'єра

### Клубна
Грати у футбол Марікс Марін починав у своєму рідному місті Тімішоара. У 2016 році футболіст відправився в Італію, де пройшов підготовку у молодіжній команді «Сассуоло» і після того, як йому виповнилось 18 років, підписав з клубом професійний контракт на чотири роки.
У сезоні 2017/18 для набору ігрової практки футболіст був відправлений в оренду у клуб Серії С «Катандзаро». Наступний сезон Марін також провів в оренді в Серії С у клубі «Піза». З яким через перехідний плей-офф виборов право на підвищення до Серії В. В кінці сезону футболіст залишив «Сассуоло» і повернувся до «Пізи» вже на постійній основі.
У 2021 році за румунським футболістом слідкували ряд клубів італійської Серії А, а також  румунські ЧФР та «Стяуа». Та в підсумку Марін залишився в своєму клубі, з яким підписав новий контракт до 2025 року.

### Збірна
Маріус Марін виступав у складі молодіжної збірної Румунії.
Влітку 2021 року він капітаном команди грав літніх Олімпійських Іграх у Токіо, де зіграв всі три матчі групового етапу.
У вересні 2021 року у матчі відбору до чемпіонату світу 2022 року проти команди Ліхтенштейну Маріус Марін дебютував у складі національної збірної Румунії.